# Sint-Annabasiliek (Altötting)
De Sint-Annabasiliek (Duits: Basilika St. Anna) in de bedevaartplaats Altötting is de grootste kerkbouw van de 20e eeuw in Duitsland. De kerk biedt plaats aan bijna 8000 personen en werd door paus Pius X de status van basilica minor verleend.

## Geschiedenis
Reeds in de 17e eeuw werden naar het ontwerp van de Zwitserse architect Enrico Zuccalli de eerste fundamenten gelegd voor een 60 meter hoge koepelkerk. Keurvorst Maximiliaan legde hiervoor de eerste steen. In de jaren 1980 werden deze fundamenten bij de bouw van een ondergrondse parkeergarage weer gevonden. Een model van deze constructie bevindt zich in het heemkundig museum van het stadje.
Met de aansluiting van Altötting op het spoornet aan het einde van de 19e eeuw, nam het aantal pelgrims naar Altötting sterk toe. Al snel konden de bestaande kerken de pelgrimsstroom niet meer aan. In eerste instantie gingen de gedachten uit naar de uitbreiding van de bestaande kerken. Maar het plan van de Capucijner Orde om, onder protectie van de prinsregent en latere koning Lodewijk III, een geheel nieuwe kerk te bouwen zorgde voor de oplossing.
De huidige basiliek werd in de stijl van de neobarok gebouwd door de architect Johann Baptist Schott. Uit heel Beieren stroomden de giften voor de financiering van de kerk binnen. Na een bouwperiode van 2,5 jaar werd het godshuis op 13 oktober 1912 door de bisschop van Passau Sigismund Felix von Ow-Felldorf ingewijd. Plannen om de gevel te voorzien van twee flankerende torens (zoals bij de basiliek van Ottobeuren) werden nooit uitgevoerd.
Op 13 oktober 2012 vierde men in de Sint-Annabasiliek het 100-jarig jubileum van de wijding.

## Interieur

### Altaren
De basiliek bezit een groot hoogaltaar en maar liefst twaalf zijaltaren. Het hoogaltaar werd door prinsregent Luitpold geschonken. Het altaarschilderij toont de patroonheilige van de kerk, Sint-Anna samen met haar dochter Maria, de Moeder van Jezus. In de linkerhoek, achter een knielende paus Pius X, staat prinsregent Luitpold in het tenue van de grootmeester van de Hubertus-ridderorde samen met zijn in 1914 overleden achterkleinzoon Luitpold.

### Gevel
De voorgevel van de basiliek laat zich in drieën verdelen. Op de eerste laag staan vier meter hoge beelden van Christus, Adam, Abraham, Jesse en David. In de top bevindt zich een reliëf van Anna en Maria met het Kind Jezus. Als basilica minor hangt boven de hoofdingang het wapen van de actuele paus, dit in afwijking tot de meeste basilieken die het wapen van de paus tonen die de kerk tot basiliek hebben verheven. Binnen in de kerk bevinden zich de wapens van de pausen vanaf Pius X.

### Orgel
De basiliek bezit twee orgels: het grote Maria-orgel en een koororgel. Het Maria-orgel werd in 1976 door Gerhard Schmid met gebruikmaking van waardevolle registers van het oude orgel uit 1916 nieuw gebouwd. Het orgel met 82 registers verdeeld over vijf manualen werd sinds de laatste revisie in 1998-2000 nog eens met vijf extra registers uitgebreid. De orgelkas is nog oorspronkelijk.

## Afbeeldingen

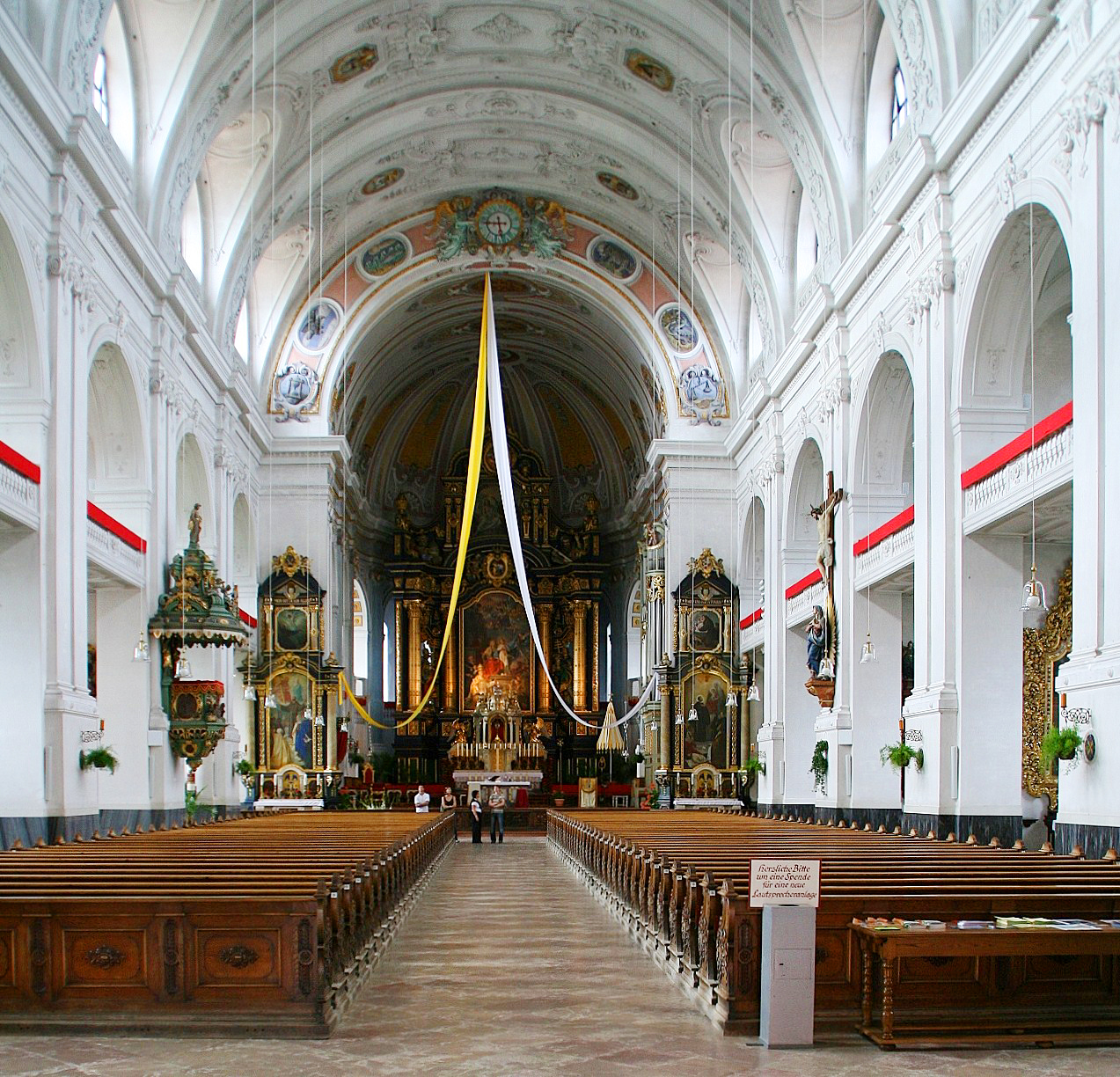
Interieur
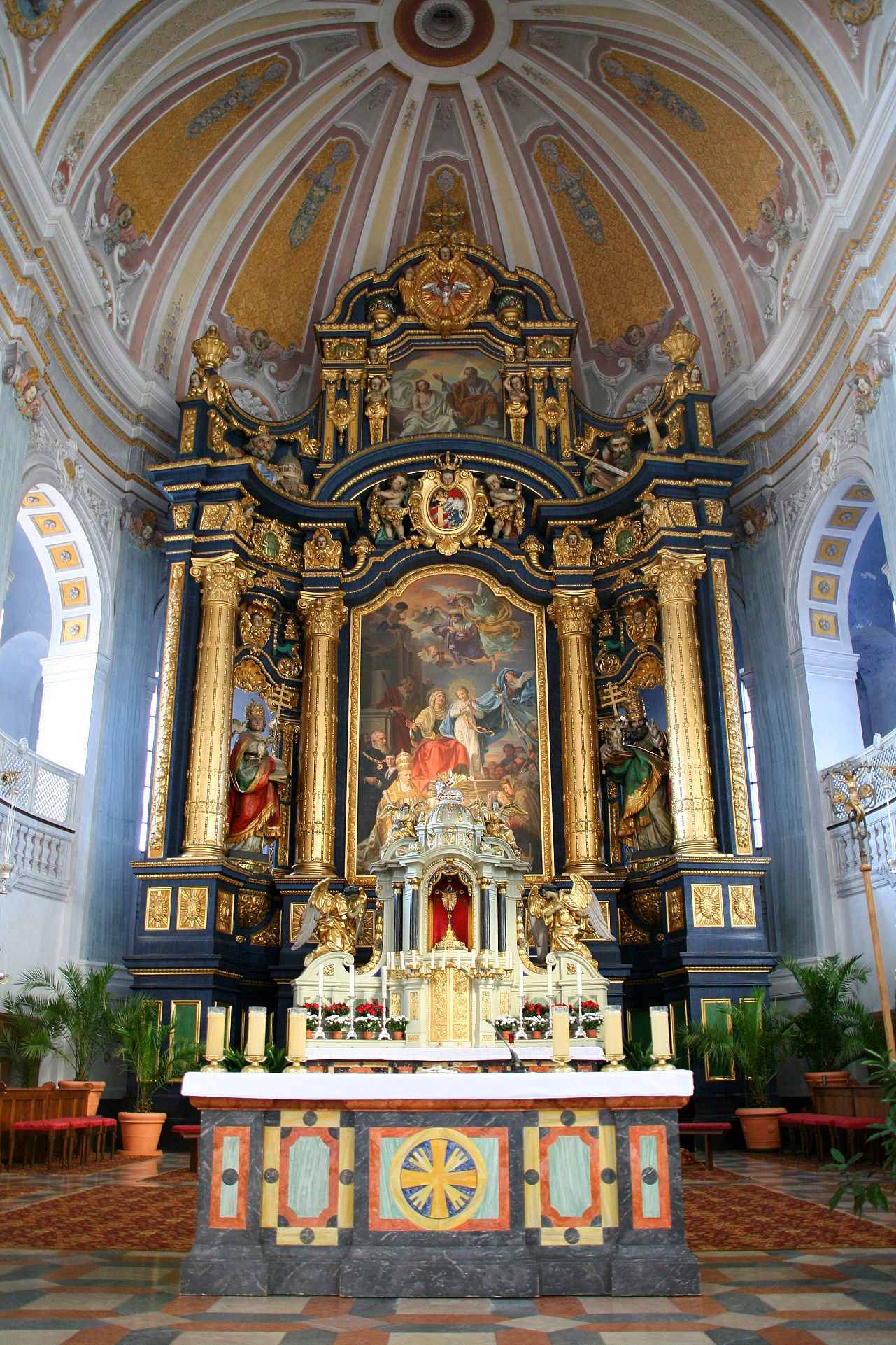
Hoogaltaar
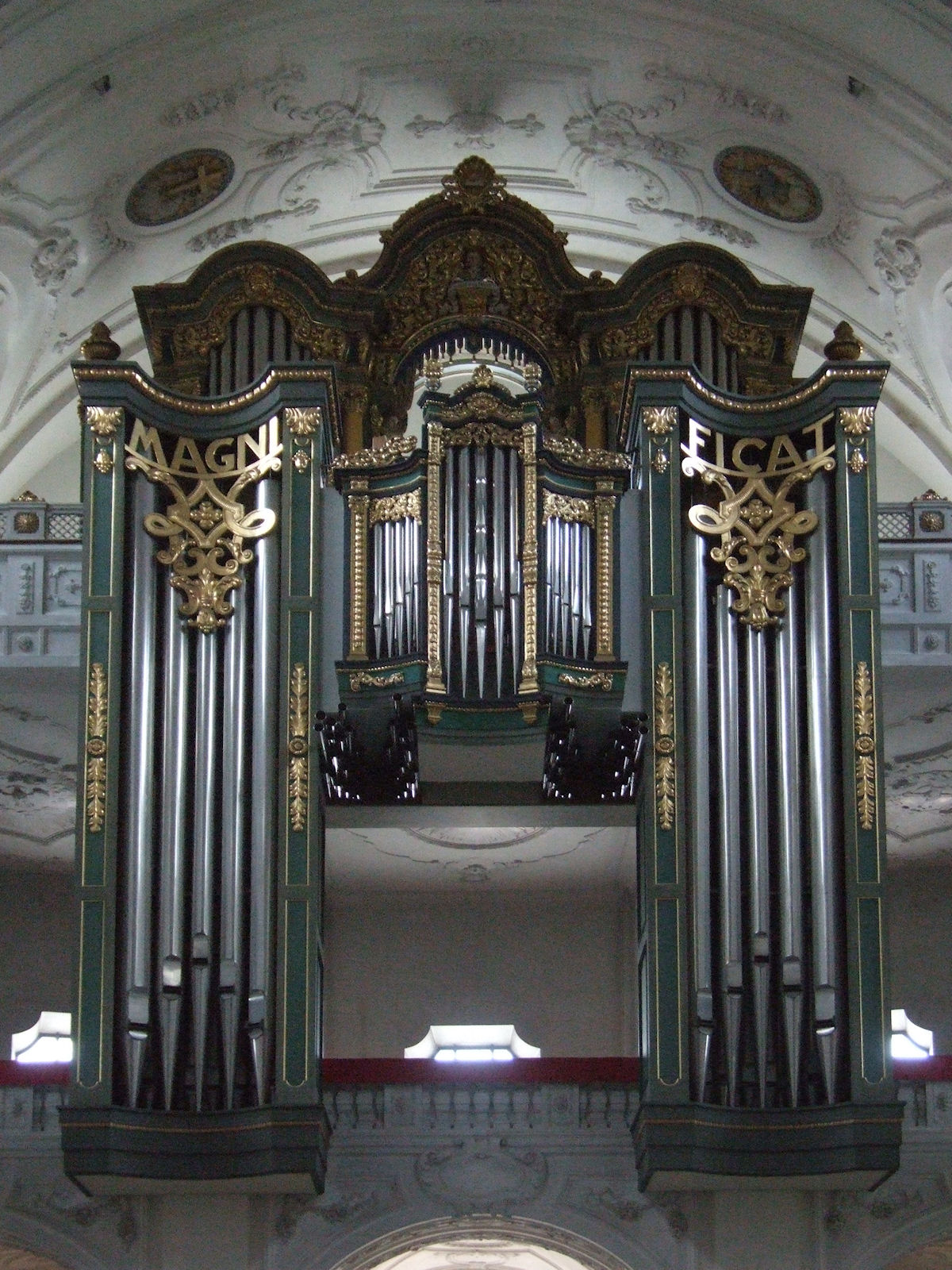
Maria-orgel
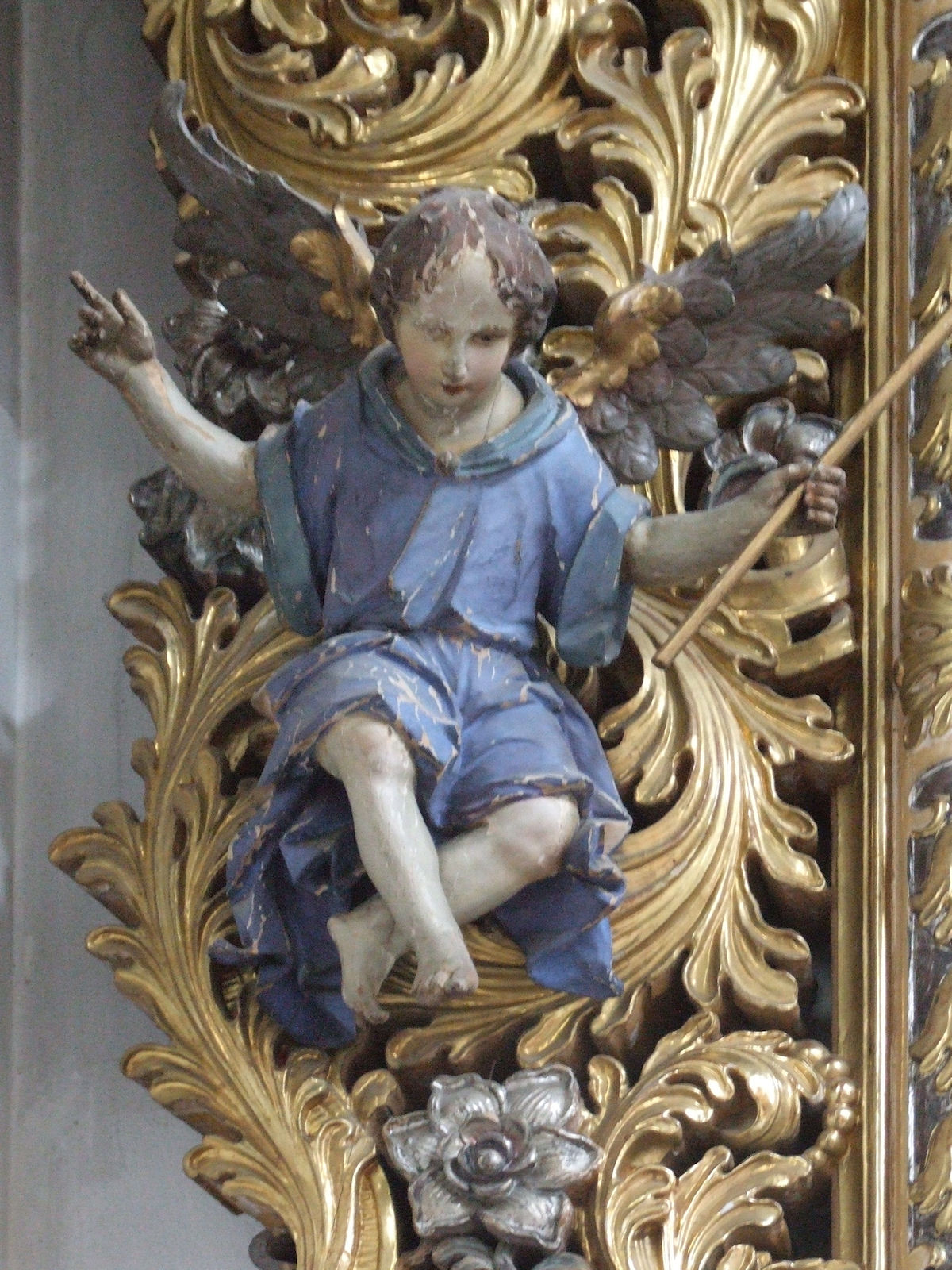
Detail zij-altaar